# Ich seh Ich seh
Ich seh, Ich seh (Veig veig en alemany) és una pel·lícula austríaca pertanyent al gènere de terror psicològic de l'any 2014, escrita i dirigida per Veronika Franz i Severin Fiala.
Va ser seleccionada com l'aspirant austríaca a la Millor Pel·lícula en Llengua Estrangera en l'edició 88 dels Premis Oscar, però no va ser nominada. Una nova versió estatunidenca, protagonitzada per l'actriu Naomi Watts, es va estrenar en Amazon Prime Video el 16 de setembre de l'any 2022.

## Argument
Després de sotmetre's a una cirurgia estètica facial, una dona (Susanne Wuest), que anteriorment era membre d'un cor famós en la televisió local, torna a la seva casa moderna i aïllada al costat del llac amb els seus bessons idèntics de nou anys. Elias i Lukas (Elias i Lukas Schwarz), que entren a la casa després de jugar fora en un camp de blat de moro i el llac pròxim. El seu cap està embolicat en embenatges, i només es veuen els seus ulls i la seva boca. Els bessons estan desconcertats per l'aparença de la seva mare i se sorprenen encara més quan comença a exhibir un comportament estrany. Ignora deliberadament a Lukas i sembla només reconèixer a Elias en la conversa i la preparació del menjar. Encara que estem en ple estiu, la mare ordena als bessons que mantinguin les persianes tancades durant el dia (segons el recomanat pel seu metge per a evitar la llum del sol) i que no permetin visites ni animals a la casa, imposa una estricta regla de silenci a l'interior de la casa (ja que ha de descansar després de la cirurgia) i només els permet jugar a l'aire lliure al jardí. La mare també actua amb crueltat i arremet contra Elias física i verbalment quan és entremaliat o desobedient. Els nois comenten que això és una cosa que la seva mare mai faria.
Els bessons comencen a sospitar que sota els seus embenatges, la seva mare pot no ser la mateixa persona. Aquests dubtes es confirmen quan troben una foto antiga en l'àlbum de fotos que mostra a la mare amb una altra dona desconeguda que usa roba idèntica i comparteix trets físics similars (es revela per part de la dona que l'altra dona a la foto és la seva amiga que es vesteix amb la mateixa roba que ella). Davant la sospita que la dona que resideix a la seva casa és una impostora, els bessons escapen de la casa i es dirigeixen a una església d'un poble pròxim, on intenten aconseguir l'ajuda del capellà. El sacerdot els porta a casa i està satisfet amb l'explicació de la dona que ella és la seva mare, així com amb la separació del seu espòs i un tràgic accident.
Els nens lliguen a la dona al llit amb embenatges i esparadrap i es neguen a deixar-la anar fins que els digui on està la seva veritable mare. La dona insisteix que ella és la seva mare, i els bessons usen una lupa per a cremar-li la cara i obligar-la a revelar on està la seva veritable mare. Després li segellen la boca amb cinta adhesiva.
Dos empleats de la Creu Roja arriben a recollir donacions. Encara que inicialment esperen el retorn de la mare, finalment abandonen la casa després de rebre una gran quantitat de diners en efectiu d'Elias, que discretament va robar de la bossa de la seva mare. Mentrestant, la dona s'allibera de la cinta adhesiva que té al voltant de la boca i crida demanant ajuda, però és massa tarda per a cridar l'atenció dels empleats de la Creu Roja. Els bessons segellen els seus llavis amb súper cola, només per a adonar-se que no pot menjar. Els bessons li obren els llavis amb un parell de tisores petites, tallant-li la boca en el procés.
Com la dona encara està lligada i atrapada, mulla el seu llit. Els bessons la alliberen breument dels seus grillons per a canviar la roba de llit, la qual cosa li va permetre sotmetre als nens i escapar. Els bessons, tanmateix, han instal·lat un parany explosiu que fa que ella caigui, deixant-la inconscient. La dona es desperta pegada al sòl del saló. Elias comença a incendiar la casa per a pressionar-la perquè els digui la veritat sobre la seva mare. La dona insisteix fermament que ella és la veritable mare dels bessons.
Després, la dona li diu a Elias que Lukas havia mort en un accident de natació, cosa que significa que Lukas ha estat simplement una al·lucinació com a resultat del trastorn d'identitat dissociatiu i sofreix de la il·lusió de Capgras, incapaç d'acceptar la mort de la seva altra meitat. Amb llàgrimes en els ulls, li explica a Elias que la mort de Lukas no va ser la seva culpa i li prega al seu fill que l'alliberi perquè tots dos puguin superar la tragèdia. Elias la desafia a demostrar que ella és la seva mare preguntant-li què està fent Lukas. Com no pot veure l'al·lucinació d'Elias de Lukas amenaçant amb calar foc a una cortina, no pot respondre a la pregunta. Elias, creient que la seva veritable mare podria veure a Lukas, encén la cortina mentre al·lucina que la seva germà ajuda a prendre el foc. Posteriorment, la dona mor cremada mentre crida d'agonia abans que arribin els bombers.
Mentre els bombers intenten apagar el foc, la dona, ara il·lesa i amb un vestit groc que es va mostrar anteriorment en una foto familiar feliç, surt de la casa i camina cap al bosc. La presa final de la pel·lícula mostra a Elias i Lukas caminant pel camp i emergint per a estar amb la seva mare, els tres somrient i abraçant-se, cantant la cançó favorita de Lukas.

## Repartiment
- Susanne Wuest com la mare
- Elias Schwarz com Elias
- Lukas Schwarz com Lukas
- Hans Escher com el sacerdot
- Elfriede Schatz com una recaptadora de la Creu Roja
- Karl Purker com un recaptador de la Creu Roja
- Georg Deliovsky com venedor de pizza
- Christian Steindl com Mesner
- Christian Schatz com un agricultor
- Erwin Schmalzbauer com a déu de l'acordió

## Recepció
En general la pel·lícula va rebre ressenyes positives dels crítics. A Rotten Tomatoes, la pel·lícula té una qualificació de 86%, basada en 145 ressenyes, amb una qualificació mitjana de 7.35/10. El consens del lloc diu: "Fosca, violenta i xopada de terror, Bona nit, mamà és perfecta per als entusiastes del terror extrem, o els cinèfils que prefereixen mirar entre els dits oberts". A Metacritic, la pel·lícula té una puntuació de 81 sobre 100, basada en 19 crítics, la qual cosa indica "aclamació universal".
La National Board of Review va nomenar-lacom una de les 5 millors pel·lícules en idioma estranger de 2015.

## Premis
Va participar al XLVII Festival Internacional de Cinema Fantàstic de Catalunya on va guanyar el Mèlies d'Argent al millor llargmetratge i una menció especial al Premi de la Crítica José Luis Guarner.